# Niekończąca się opowieść
Niekończąca się opowieść (niem. Die unendliche Geschichte) – anglojęzyczny film fantasy produkcji niemieckiej z 1984 roku w reżyserii Wolfganga Petersena, na podstawie powieści fantasy Michaela Ende Niekończąca się historia z 1979 roku. W dniu premiery film był najdroższą produkcją filmową spoza USA i Związku Radzieckiego. Przewodnim motywem muzycznym filmu jest piosenka Limahla Never Ending Story. W 1990 roku powstała kolejna część filmu pt. Niekończąca się opowieść II: Następny rozdział, a w 1994 roku część trzecia pt. Niekończąca się opowieść III: Ucieczka z krainy Fantazji.

## Opis fabuły
Bohaterem filmu jest chłopiec Bastian, który pewnego dnia chowa się w księgarni, uciekając przed prześladującymi go starszymi kolegami ze szkoły. Tam znajduje tajemniczą książkę i dzięki niej przenosi się do świata fantazji, któremu właśnie grozi zagłada. Podczas czytania lektury dowiaduje się, że przeżywa ją razem z bohaterami.

## Obsada
- Barret Oliver – Bastian
- Noah Hathaway – Atreyu
- Tami Stronach – cesarzowa Fantazji
- Alan Oppenheimer – 
  - Falkor (głos),
  - Gmork (głos),
  - Pożeracz Skał (głos),
  - narrator (głos)
- Thomas Hill – pan Koreander
- Gerald McRaney – ojciec Bastiana
- Sydney Bromley – Engywook
- Patricia Hayes – Urgl
- Deep Roy – Malutki Pan
- Frank Lenart – Malutki Pan (głos)
- Tilo Prückner – Chochlik
- Heidi Brühl – Wyrocznia (głos)
- Moses Gunn – Cairon
- Darryl Cooksey – prześladowca Bastiana #1
- Drum Garrett – prześladowca Bastiana #2
- Nicholas Gilbert – prześladowca Bastiana #3

## Wersja polska
Wersja polska: Studio Opracowań Filmów w Warszawie

Reżyser: Krzysztof Szuster

Opieka artystyczna: Zofia Dybowska-Aleksandrowicz

Dialogi: Krystyna Uniechowska

Operator dźwięku: Zdzisław Siwecki

Montaż: Dorota Bochenek-Gębala

Kierownictwo produkcji: Anna Ziółkowska

Wystąpili:
- Filip Tomann – Bastian
- Dominik Bremer – Atreyu
- Katarzyna Skarżyńska – cesarzowa Fantazji
- Edmund Fetting – Falkor
- Jan Tesarz – Gmork
- Gustaw Lutkiewicz – pan Koreander
- Krzysztof Kołbasiuk – ojciec Bastiana
- Tadeusz Włudarski – Pożeracz Skał
- Wiesław Drzewicz – Engywook
- Irena Malarczyk – Urgl
- Maciej Damięcki – Malutki Pan
- Krzysztof Krupiński –
  - Chochlik,
  - Molla
- Ewa Kania – Wyrocznia
- Jerzy Kamas – Cairon

i inni
Lektor: Jerzy Rosołowski